# Лев Шаховской
Лев Владимирович Шаховской е руски журналист, княз, военен кореспондент в Руско-турската война (1877 – 1878).

## Биография
Лев Шаховской е роден през 1849 г. в гр. Москва, Русия. Семейството е от старинния дворянски род Шаховские. Завършва Юридическия факултет на Московския университет. Арестуван е по „Нечаевското дело“. Поради недостатъчно доказателства е освободен с гаранциите на семейството.
Журналист във в-к „Русского Вестника“ и в-к „Московские Ведомости“. По време на Руско-турската война (1877 – 1878) е военен кореспондент на в-к „Московские ведомости“. Изпраща множество кореспонденции за действията на отряда на генерал-лейтенант Йосиф Гурко. Застъпник на българската национална кауза. Публикува кореспонденциите си в самостоятелното издание „Съ театра войны 1877 – 78. Два похода за Балканы“, М., 1878.
След войната е завеждащ архива и канцеларията на Московската оръжейна палата. Умира на 13 ноември 1897 г. в гр. Москва.